# Gulistan (Uzbekistan)
Gulistan (in usbeco: Guliston), chiamato precedentemente Mirzachul (fino al 1961) è il capoluogo della regione di Sirdarya nell'Uzbekistan orientale. Si trova a una distanza di 120 km a sud-ovest di Tashkent nella parte sud-orientale della steppa di Mirzachül. Ha una popolazione (stimata) di 67.846 abitanti. L'economia principale è basata sulla raccolta del cotone .